# Agapanthia cardui
Agapanthia cardui là một loài của bọ cánh cứng sừng dài mặt phẳng thuộc họ Cerambycidae, subhọ Lamiinae.
Loại bọ cánh cứng ngày xuất hiện ở hầu hết ở châu Âu, ở Cận Đông và Đông miền Cổ bắc.
Con trưởng thành lớn tới 6–14 milimét (0,24–0,55 in) và có thể bắt gặp từ tháng 4 tới tháng 7, hoàn thành vòng đời trong một năm.
Chúng là loài ăn các loài tạp các cây thân cỏ, thức ăn chủ yêu là Carduus nutans (tên loài xuất hiện từ đây) và Silybum marianum, cũng như Salvia, Urtica và Cirsium.

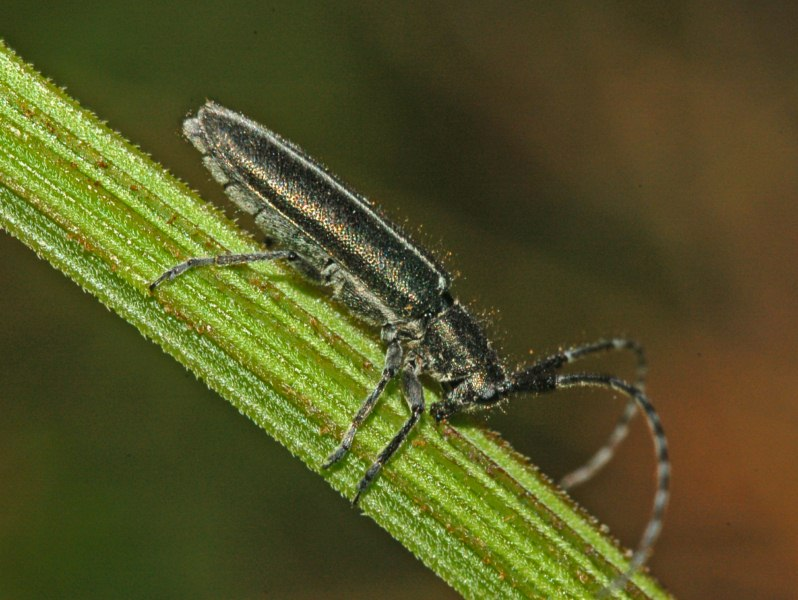
A. cardui – lateral view

## Phụ loài
- Agapanthia cardui var. consobrina Chevrolat, 1840
- Agapanthia cardui var. marginalis (Mulsant), 1839
- Agapanthia cardui var. nigroaenea (Mulsant), 1839
- Agapanthia cardui var. peragalloi (Mulsant), 1862
- Agapanthia cardui var. ruficornis (Pic) Pesarini & Sabbadini, 2004

## Hình ảnh

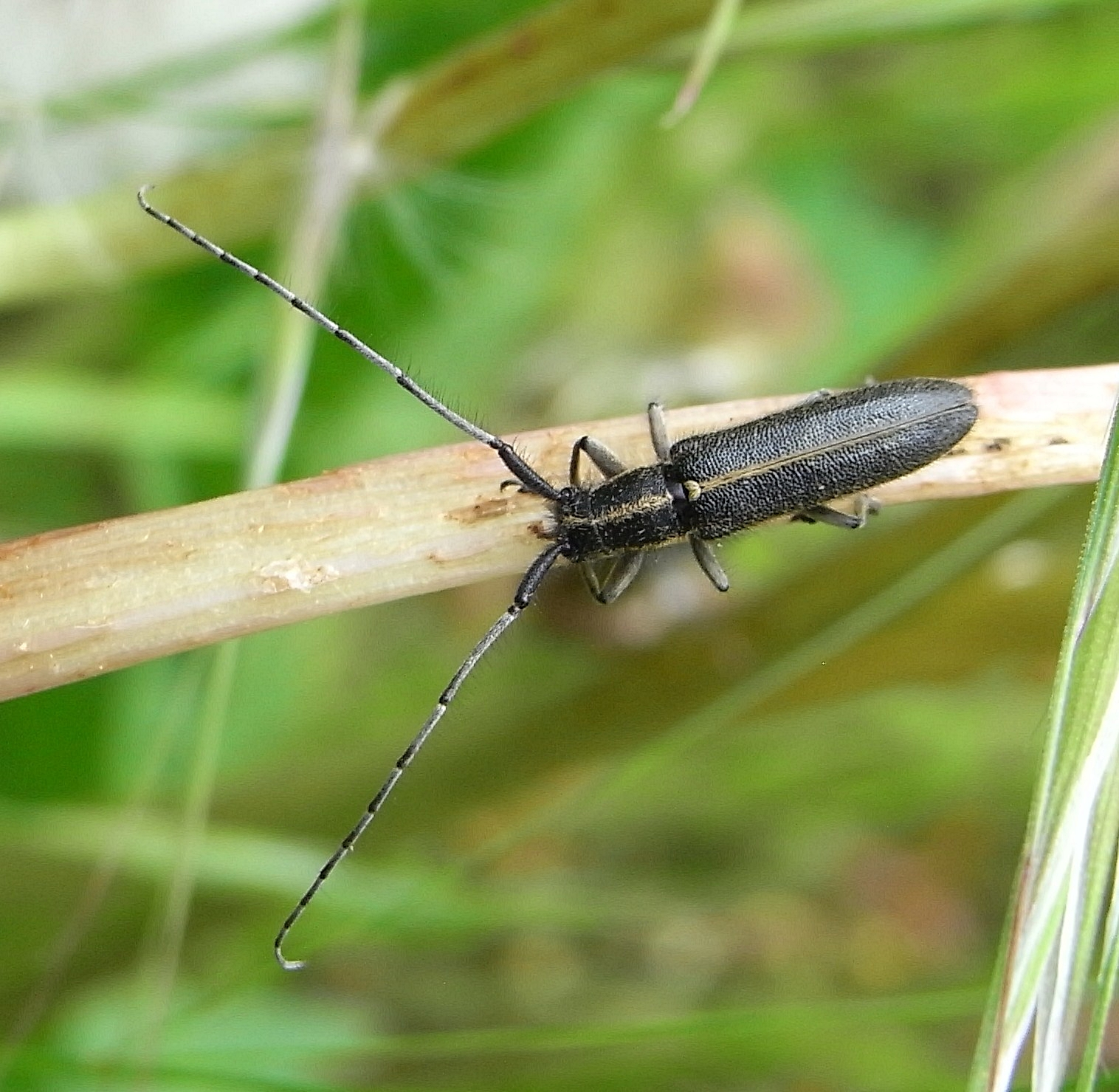
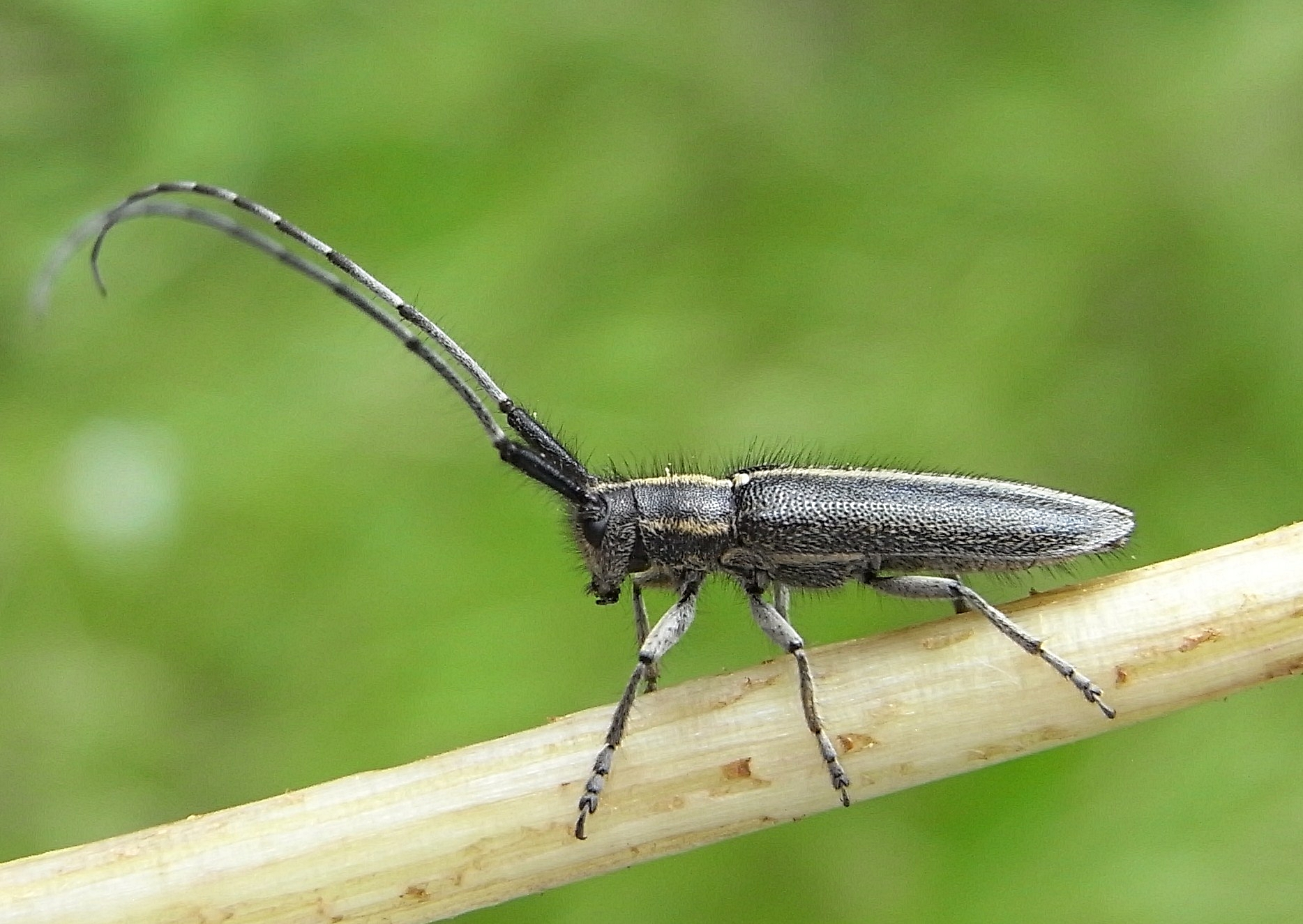
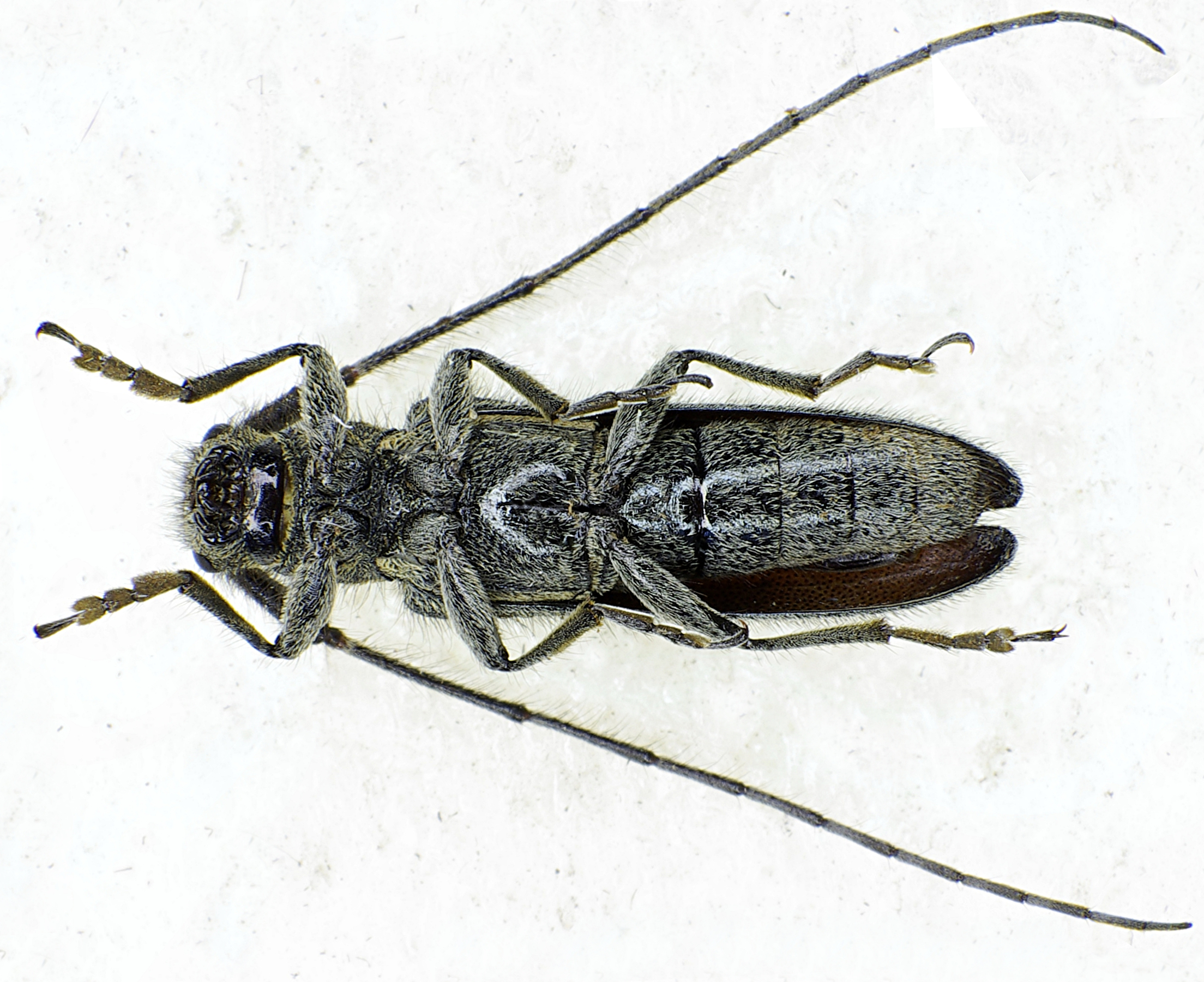
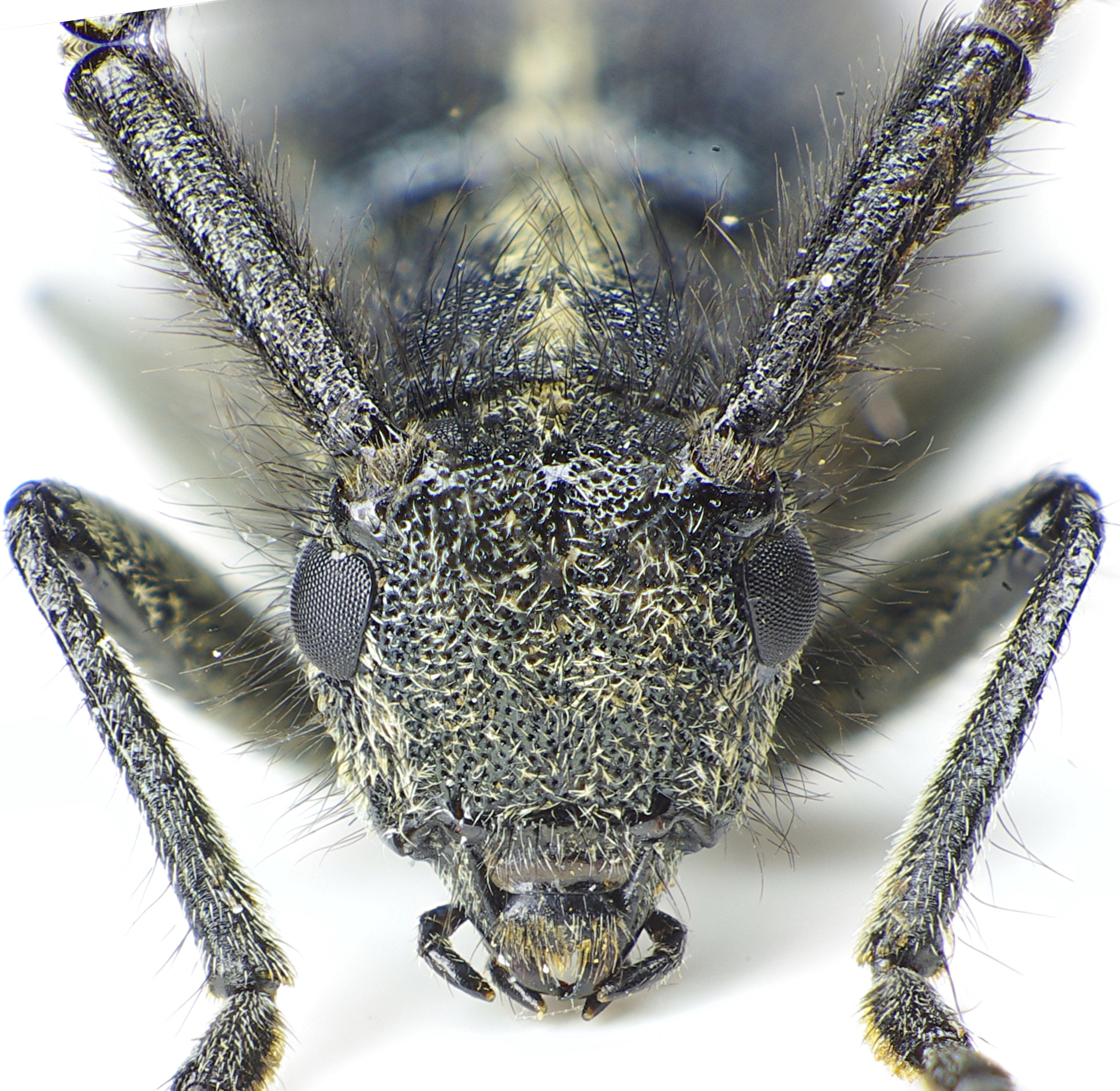